# Jean Febvay
Pour les articles homonymes, voir Febvay.
Jean Febvay, né le 10 novembre 1908 à Boulogne-sur-Mer (Pas-de-Calais) et mort le 20 octobre 1995 dans cette même ville, est un homme politique français.

## Biographie
Jean Febvay est né en 1908, il est le fils d’un négociant en tissu.
Avocat, il est prisonnier de guerre du 21 juin 1940 jusqu'en 1945.
Il s'engage en politique au moment de la création du RPF. Elu maire de Boulogne sous cette étiquette en 1947, il devient député en 1951. Deux ans plus tard, il perd les élections municipales et siège comme conseiller d'opposition jusqu'en 1959.
Plus clairement orienté à droite que l'autre député gaulliste du département, Jacques Vendroux, venu du catholicisme social, il vote ainsi la défiance contre Mendès-France en 1954.
Lors des élections législatives de 1956, il prend la tête d'une liste d'union associant républicains indépendants et RGR. Il est alors réélu pour un second mandat et siège au groupe des indépendants et paysans d'action sociale.

## Hommage
- Place Jean-Febvay à Boulogne-sur-Mer[1]